# Наклицька Зоя Степанівна
Зоя Степанівна Наклицька — педагог-хореограф, керівник ансамблю класичного танцю «Арабески». Кавалер ордену Святої Княгині Ольги ІІІ ступеня. Заслужений працівник культури України. Почесна громадянка міста Охтирка.

## Біографія
У 1972 році приїхала разом зі своїм чоловіком у місто Охтирка.
Невдовзі створила в місті дитячу балетну студію.

## Нагороди
- Орден Княгині Ольги ІІІ ступеня — за особистий внесок у культурно-освітній розвиток Української держави, вагомі трудові досягнення, багаторічну сумлінну працю[2].
- Заслужений працівник культури України (2012)[3].